# Gary Fettis
Gary Fettis (1950) é um decorador de arte estadunidense. Foi indicado ao Oscar de melhor direção de arte por seu trabalho em Interstellar (2014), ao lado de Nathan Crowley.

## Filmografia
- The Godfather Part III (1990)
- Changeling (2008)
- Interstellar (2014)